# لحام ذاتي

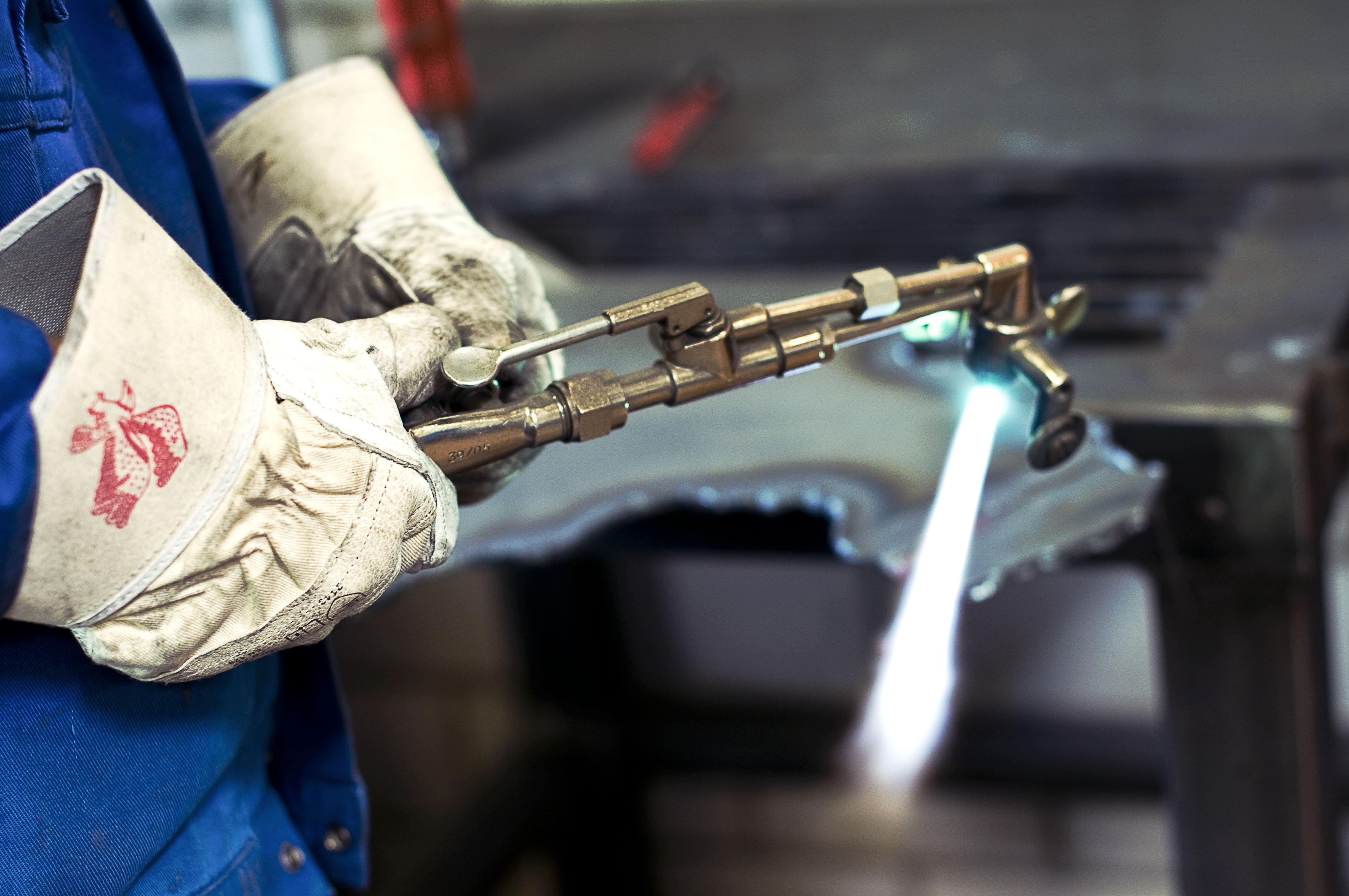
القطع بالوقود والأكسجين

اللحام الذاتي (بالإنجليزية: Autogenous Weld)‏ هو نوع من اللحام لا تستخدم فيه أقلام حشو (بالإنجليزية: Filler Rod)‏. يعتمد اللحام على الأجزاء المنصهرة من الجسم المراد لحامه.
من الممكن استخدام اللحام الذاتي في معظم طرق اللحام، بينما لا يمكن استخدامه في طرق اللحام القوسي، مثل أشهر عمليات اللحام وهو اللحام بالقوس المعدني المحجب واللحام القوسي بالمعدن والغاز، حيث تعتمد هذه الطرق على أقلام الحشو لتولد القوس.
ومن الطرق التي يستخدم فيها اللحام الذاتي، اللحام بالغاز مثل اللحام بالأكسجين والإثيلين. كما يستخدم أيضًا اللحام بالمقاومة الكهربائية، سواء لحام البقعة أو لحام الوصلة، وفيهما لا يمكن استخدام مادة حشو بأية حال، كما هو الأمر في اللحام الاحتكاكي واللحام بحزمة ليزرية.